# 中沢寿士
中澤 壽士（なかざわ ひさし、1910年(明治43年)3月12日 - 1980年(昭和55年)9月14日）は、日本のビッグバンド・ジャズの草分けのバンド「スターダスターズ」のトロンボーンプレーヤー。後に「MBSジャズオーケストラ」主宰。 毎日放送・素人名人会(梅田花月)の常任審査員を長く務め、名講評で番組を支えた。高知県生まれ。　　　　

## 来歴
中澤壽士は後年、ジャズプレイヤーとして活躍することが知られるが、その音楽経歴のスタートは彼が15歳の時に入隊・所属した髙島屋音楽隊である。1924年（大正13年）に創設され、第一期生には谷口又士、第2期生の音楽隊に中澤が所属した。のちの我が国のジャズメンもここから数多く育った。一般に1920年代、1930年代は「ジャズ・エイジ」とも称されるように、米英音楽の黎明期でもあった。バイオリンとトロンボーンをこなし、NHK大阪でのレコーディングにも参加していた。　　
1932年（昭和7年）、兵庫県尼崎市杭瀬地区に競っていた4軒のダンスホール（タイガー・尼ケ崎・パレス・キング）の楽士からメンバーを選抜した「四ホール連盟ダンス・オーケストラ」が組織され、中澤も加わった。メンバーの中には中沢寿士(tb)の他、ジミー原田(dr)・平川銀之助(bs)といった日本人もいたが、当時27歳にして監督指揮を担当したヴィディ・コンデ(Count Vide)を筆頭に、グレゴリオ・コンデ(sx)、レイモンド・コンデ(sx)（当時17歳）はもちろん、テオドロ・ジャンサリン(tb)、ジョニー・ハーボットル(gt&vc)、トニー・アレバロ(pf&ar)といったフィリピン楽士達が多くを占めていた。
折しもダンスホールの人気が高まっていた1931年（昭和6年）21歳のときに上京し、フロリダダンスホールバンドに参画。1933年（昭和8年）京都にオープンした桂会館に中沢寿士の専属バンドが結成され一旦帰阪した。
1934年（昭和9年）に大阪から念願の東京進出を果たしたテイチクのレコーディング・オーケストラにも杉原泰蔵や南里文雄・平原勉（平原まこと(SAX)の父であり平原綾香は孫にあたる）らとともに参画し、ディック・ミネを擁したテイチク全盛時代を演奏で支えた。
同時に帝都座専属の「中沢寿士とそのオーケストラ」を結成し、モダンなスタイルで1940年（昭和15年）まで活躍した。
東京都千代田区富士見町から渋谷区代々木本町に転居。戦時下に統制迫害を受けるなか、帰阪してグランド京都オーケストラを結成。戦中に東大阪市鴻池新田、滋賀県大津市と疎開した後、兵庫県芦屋市から大阪府池田市旭ヶ丘に居を構え関西に定住。雛子（旧姓品田）夫人との間に、長男:中沢延寿 （元伊丹少年少女合唱団常任指揮者・芸術家協会員）、次男:寿人（元大阪証券法人部長）、三男:秀寿（元MBSジャズオーケストラ・アルトサックス奏者）、長女:寿子、四男:和寿（元アルトサックス奏者）、五男:雅士をもうける。　　
瀬川昌久の「舶来音楽芸能史・ジャズに踊って」（清流出版）や毛利眞人の「ニッポン・スウィングタイム」（講談社）で紹介されているように、日本のジャズ・ポップスの水準が高まったのは日米開戦直前の1941年（昭和16年）だった。日中戦争が泥沼化するなか、敵性音楽であるジャズに対する世間の風当たりは日増しに強まってきていたが、そんな風潮とはうらはらに演奏者たちのテクニックや作編曲の能力は格段の進歩を遂げていった。　　　　
大阪松竹少女歌劇団（OSSK）の歌姫・笠置シヅ子が「松竹楽劇団」（SGD）の旗揚げ公演「スヰング・アルバム」に参加したのは1938年（昭和13年）4月。このとき、同歌劇団に作・編曲と音楽指揮で招かれていた服部良一と出会う。
戦時体制が逼迫してきた1941年（昭和16年）の正月興行「桃太郎譚」を最後にSGDは3年足らずで解散するが、笠置は歌手として独立すると、トロンボーン奏者の中沢寿士をリーダーに「笠置シヅ子とその楽団」を結成。しかし、米英音楽が禁止され、そのレパートリーを著しく制限されていった。
服部良一は戦後、淡谷のり子や笠置シズ子に、歌謡ブルースやブギウギを作曲・編曲する。これらが空前のヒットとなった背景には、戦前のジャズメン達の演奏能力や上海租界帰りのミュージシャンに負うところが大きい。
戦中戦後の中沢寿士は戦争映画⇒外国映画の音楽録音に関わり、関西オーケストラや大阪フィルの指揮も振っている。
マキノ光雄製作・関川秀雄監督の映画「きけ、わだつみの声」（東横映画、1950年)では「中沢寿士とシンフォニックス・ジャズ・オーケストラ」として演奏録音に参画している。
戦後、帝都ダンスホールなどでのバンド演奏を経て、渡辺弘らと進駐軍将校クラブ（第一ホテルを接収）の「スターダスターズ」に参画、後に京都にあったや美松ダンスホールで「美松ジャズ・オーケストラ」を結成。  
民放ラジオ・テレビの黎明期に新日本放送/毎日新聞の高橋信三に誘われ、NJBオーケストラとして新日本放送専属バンドを結成し1951年にスタート。NJBオーケストラ時代は自らも演奏しながら、NEC真空管の協賛を得て「NJBジャズパレード」と題して伊藤かをるのナレーションよってStan Kenton Bandのナンバーなど斬新な作品を演奏紹介した。後に毎日放送（MBS）テレビ開局に伴い、「中沢寿士とMBSジャズオーケストラ」として改称。　　　
毎日放送では、音楽番組のスタジオビッグバンドとして関西を代表するビッグバンドとして活躍すると同時に、ロングラン番組となった素人名人会（梅田花月）では、大久保怜・笠置シヅ子らと共に、常任審査員を長く務め、名講評で番組を支えた。　　　　
1971年（昭和46年）8月4日　毎日ホールにてMBSの後援にて、中沢寿士指揮・MBSジャズオーケストラによる盛大な還暦祝「Hisashi Nakazawa on Stage」記念コンサートが開かれた。
ゲスト：トワ・エ・モワ、ゴールデンハーフ、Pete Mack,JR、南里文雄、古谷充、北村英二、小田悟、須永ひろし、服部良一、笠置シヅ子など。

## 共にMBSジャズオーケストラの一員であった人物
- サックス・編曲：富田梓仁[本名:平川和博](1951)
- サックス・編曲：岡田愛詩[岡崎広志から改名](1954)
- サックス：津田清、上野山茂、太田隆、平山隆造、前田廣武(1966-1971)
- トランペット：勝呂正、岡田全徳、山本誠二、稲見カオル(1971)
- トロンボーン：中川英昭、藤尾正己、大沢常時(1971)
- ベース：近藤繁幸(1971)
- ピアノ：小田勇(1971)
- ドラム：阿野次男、小野芳男

## 関連書籍
- 内田晃一『日本のジャズ史　戦前戦後』（1976年7月15日、スイングジャーナル社）
- 瀬川昌久『舶来音楽芸能史　ジャズで踊って』（2005年10月23日、清流出版）ISBN 978-4860291396
- 毛利眞人『ニッポン・スウィングタイム』（2010年11月25日、講談社）ISBN 978-4062166225